# Oktaeder
Óktaeder (redkeje tudi osmérec in osmêrec) je konveksni polieder v splošnem omejen z osmimi mnogokotniki (po navadi trikotniki), ki predstavljajo stranske poloskve. Opiše se ga lahko tudi kot dvojno štiristrano piramido (tj. dve taki piramidi zlepljeni skupaj z osnovnima ploskvama). Izraz oktaeder praviloma pomeni pravilni oktaeder, ki je omejen z enakostraničnimi trikotniki in je eno od petih platonskih teles.
Oktaeder ima 8 ploskev (odtod tudi ime okto – osem), 12 robov in 6 oglišč. V vsakem oglišču se stikajo štirje robovi in štiri ploskve.
Na spodnji sliki je ravninska mreža (pravilnega) oktaedra.
Oktaeder je posebni primer (tristrane) uniformne antiprizme.
Površina P in prostornina V pravilnega oktaedra z robom a sta:
{\displaystyle P=2a^{2}{\sqrt {3}}\!\,,}
{\displaystyle V={\frac {a^{3}{\sqrt {2}}}{3}}\!\,.}